# Petr Braný
Petr Braný (* 25. května 1951 Cheb) je český politik, v letech 2002 až 2013 poslanec Poslanecké sněmovny PČR za Jihočeský kraj, v letech 2000 až 2020 zastupitel Jihočeského kraje, v letech 1994 až 2010 zastupitel města České Budějovice, člen KSČM.

## Biografie

### Vzdělání, profese a rodina
V letech 1965–1970 vystudoval SPŠ textilní v Aši, poté nastoupil do roční důstojnické školy ve Vyškově. V roce 1971 pracoval jako mistr v podniku Fezko Strakonice. V letech 1971–1992 sloužil u vojska Pohraniční stráže. Roku 1975 absolvoval Vysokou vojenskou politickou školu v Bratislavě. Roku 1981 dokončil interní tříleté postgraduální studium stranickopolitické práce v armádě. V roce 1993, respektive 1994–1999 působil jako jednatel a společník u firem BM Systém s.r.o. a BM Export s.r.o. Je ženatý, má dva syny.

### Politická kariéra
V roce 1973 vstoupil do KSČ, v současnosti je členem KSČM. Je evidován v seznamech StB. Braný spolupráci s StB odmítá. Podle něj se do seznamů dostal kvůli výkonu funkce důstojníka Pohraniční stráže. Agenti StB ho prý kontaktovali ještě při studiích, ale údajně odmítl spolupráci.
V komunálních volbách roku 1994, komunálních volbách roku 1998, komunálních volbách roku 2002 a komunálních volbách roku 2006 byl zvolen do zastupitelstva města České Budějovice za KSČM. Profesně se uvádí k roku 1998 jako obchodní ředitel. V období 1998–2002 vykonával funkci radního. Od roku 1998 působí trvale jako předseda zastupitelů za KSČM a od roku 1996 je předsedou jihočeské krajské rady KSČM.
V senátních volbách roku 2000 kandidoval neúspěšně za senátní obvod č. 14 – České Budějovice. Získal 16 % hlasů a nepostoupil do 2. kola.
V krajských volbách roku 2000 a opětovně v krajských volbách roku 2004, krajských volbách roku 2008 a krajských volbách roku 2012 byl zvolen do Zastupitelstva Jihočeského kraje za KSČM. Ve volbách v roce 2016 byl lídrem kandidátky KSČM v Jihočeském kraji a mandát krajského zastupitele obhájil. Také ve volbách v roce 2020 obhajoval mandát krajského zastupitele, ale tentokrát neuspěl.
V letech 2002–2013 vykonával post člena dolní komory českého parlamentu (volební obvod Jihočeský kraj). Ve svém prvním funkčním období se věnoval činnosti Rozpočtového výboru a předsedal Podvýboru pro finanční hospodaření územních samospráv a pro využívání fondů Evropské unie. Ve volbách v roce 2006 svůj mandát obhájil. Pokračoval ve stejných funkcích a výborech jako v předchozích letech. Ve volbách roku 2010 byl opět zvolen poslancem. Byl znovu členem rozpočtového výboru a místopředsedou podvýboru pro financování územních samospráv a využívání prostředků Evropské unie.
Ve volbách do Poslanecké Sněmovny v roce 2013 kandidoval z druhého místa kandidátky KSČM. Tato strana získala za Jihočeský kraj dva mandáty, nicméně více preferenčních hlasů obdrželi Vojtěch Filip a Alena Nohavová. Petr Braný tak po 11 letech působení v tomto úřadu skončil.